# 佐藤敏直
佐藤 敏直（さとう としなお、1936年7月24日 - 2002年3月18日）は、日本の作曲家。

## 経歴
山形県鶴岡市生まれ。山形県立鶴岡南高等学校、慶應義塾大学工学部電気工学科卒業。清瀬保二に師事。当初から師・清瀬ゆずりの民族的作風を示し、1959年、日本音楽コンクールに「ピアノのための三章」で入選した。

## 代表作品

### 管弦楽
- 哀歌
- 管弦三態
- 星と大地（つち）とによせる舞曲
- 交響讃歌「やまがた」（合唱をともなう）
- 室内管弦楽のための「遙望」

### 室内楽・器楽
- 弦楽四重奏曲第1番（1964）
- 弦楽四重奏曲第2番（1970）
- 弦楽四重奏のためのモルトアダージョ（1981）**第2番の最終楽章を独立改作した作品
- フルート、ヴィオラ、ピアノのためのアリア
- 「天空によせる歌謡」2人のヴァイオリン奏者のために
- ヴァイオリンとピアノのための素描
- フルートとピアノのための「遠い国々への伝言」
- 独奏チェロのための「バンドリの唄」
- フルート独奏のための「舞」
- ピアノのための「5つの前奏曲」
- ピアノ淡彩画帖（ピアノのための）
- 四手のためのディヴェルティメント
- こどものためのピアノ連弾曲「ちいさな心象」
- こどものピアノ連弾曲集「地球へのごあいさつ」
- たのしいピアノ曲集「ことばはあそぶ」
- こどものためのピアノ曲集「ちいさなパレット」
- こどものためのピアノ曲集「ピアノのらくがき」
- ピアノのためのイメージ曲集「スケッチブック」

### 邦楽器のための作品
- 糸のためのコンチェルト（箏曲合奏）
- 篠笛、2尺八、2三絃、2箏、十七絃、2打楽器のための「ディヴェルティメント」
- 「灰色の風のデッサン」3本の尺八のために
- 「鳩のいる風景」2本の尺八のために
- 「片足鳥居の映像」独奏尺八のために
- 三面の十七絃のための「群青」
- 「和楽三章」（邦楽オーケストラ）
- 二棹の三味線のための「序破急」

### 子供のための歌（独唱）
- 鳥になれたらいいなって（飯田敏雄作詩）

### 合唱
- 混声合唱曲「花によせて」（小川太郎作詩）
- 混声合唱組曲「山芋」（大関松三郎作詩） - 歌曲集からの編曲。
- 混声合唱組曲「旅の途（と）の風に」（須田貢正作詩）
- 男声合唱組曲「猛獣篇」（高村光太郎作詩）
- 混声合唱組曲「最上川の四季」（交響讃歌「やまがた」から抜粋、再構成したもの）
- 混声合唱組曲「はじめての町」（茨木のり子作詩）
- 女声合唱のための「情景」（山村暮鳥作詩）
- 児童合唱のための「生きるものへの挨拶」